# مارغريتا فارغاس
مارغريتا فارغاس (بالإسبانية: Margarita María de Santa Teresita Vargas Gaviria)‏ هي مغنية كولومبية، ولدت في 3 أكتوبر 1960 في ميديلين في كولومبيا.

## وصلات خارجية
- الموقع الرسمي
- مارغريتا فارغاس على موقع ميوزك برينز (الإنجليزية)
- مارغريتا فارغاس على موقع أول ميوزيك (الإنجليزية)